# 安科納足球俱樂部
安科納足球俱樂部（Associazione Calcio Ancona）是意大利的一家足球俱樂部。其的主場設在馬爾凱大區城市安科納。俱樂部成立於1905年。2010年宣佈完成2009-10賽季後申請破產，同市成立另一支球隊安科納1905（U.S. Ancona 1905）成為繼承球隊，但安科納1905亦在2017年宣佈破產。
2021年，Ancona-Matelica成立，成為繼承球隊。

## 歷史
在1991/92年賽季，安科納獲得了意大利足球乙級聯賽的第三位，得以第一次升入意大利足球甲級聯賽，但最終僅以聯賽排名第17位收場，遭到降級。
2002/03年賽季，安科納獲得了意大利足球乙級聯賽的第四位，因而再次升入意大利足球甲級聯賽。結果創下開季後連續28場不勝的紀錄，戰績累計2勝7平25敗、進21球失70球，得分僅13分。以墊底成績降級。隨後又因為球隊破產而降入意大利足球丁級聯賽。
2008/09年賽季，安科納參加意大利足球乙級聯賽的賽事，球队最终通过附加赛保级成功。之后的一个赛季，球队最终排名第17位，本已再度保级，但是由于破产无法参加任何级别的赛事。不過，俱樂部最终提交申请参加意大利足球三类联赛（意大利足球聯賽系统的最低级别的联赛）。2010年9月13日，市政厅保证为他们提供比赛场地，这意味着他們的申請成功通过了。然而，他們仍然缺乏球員和經理，其後被迫放棄本賽季的前四场比赛。根據足協規定，安科納被足协從聯賽除名，安科納最終宣佈申請破產，同市另一支球隊安科納1905（U.S. Ancona 1905）成為繼承球隊。2010/11年賽季，安科納1905参加意大利足球卓越聯賽马尔凯区的比赛，并升入了意大利足球丁級聯賽。

## 支持者及競爭對手
安科納的主要競爭對手是鄰近的阿斯科利；而其死硬支持者有強烈反種族主義及反法西斯主義的立場。

## 著名球員
- 丹尼尔·安德松（Daniel Andersson）
- （Dino Baggio）
- （Mario Jardel）
- （Alessandro Melli）
- （Goran Pandev）
- （Milan Rapaić）

## 外部連結
- 官方網站